# 惡魔恐懼症
惡魔恐懼症(DEMONOPHOBIA)又譯作惧魔症候群是237氏製作的免費同人恐怖冒險遊戲。
最初(？)在網站的討論串中發布。因為其遊戲過於獵奇血腥，經由網路傳播，迅速蔓延至臺灣與韓國。

## 簡介
故事的主角是一名十四歲少女，有天從睡夢中醒來，卻發現眼前不是自家熟悉的天花板，而是陰暗髒污的石造建築。遊戲的目標便是協助主角逃離這個地方。
在遊戲過程中，主角會遭遇到各式各樣異形的襲擊，若稍有個不慎往往是以死亡收場。因應不同的死亡方式，會有不同的獵奇過程。

## 人物介紹
(14歲)
主角。個性軟弱，遇到困境時只會選擇逃避。對邪惡方面的事物，想像力倒是十分豐富。

監視者。在這個故事中，是唯一能夠與進行溝通的存在。他無法協助主角逃離，但是會多方給予指點。對這個迷宮相當熟悉，不過似乎無法自由地行動。

處刑人。將人的皮剝下來，穿在身上，於迷宮內徘徊的巨人。只對有反應的獵物感興趣，另外也非常喜歡虐待與殺害。本體是隻條蟲狀魔物，早栗與他決鬥如敗北，會被他綁住強硬驅體插入強暴後，蹂躪子宮刺破出殺害。

觀眾。他們的存在有如這個迷宮的居民一樣，其他的詳細情況則完全不明。他們並不對主角出手相救，或是協助異形。對一面承受恐懼，一面逃脫的過程感到非常有趣。對處刑人捉住然後拷問的過程也挺享受的。